# Федулов, Владимир Иванович
Федулов Владимир Иванович (28 марта 1924, Саратов — 19 июня 2003, там же) — советский и российский учёный-правовед, кандидат юридических наук, доцент, доцент кафедры криминалистики Саратовского юридического института имени Д. И. Курского (1962—1992), специалист по криминалистике и уголовно-процессуальному праву.

## Биография
Родился 28 марта 1924 года в городе Саратове.
1945 год — 1949 год — учёба в Саратовском юридическом институте имени Д. И. Курского.
1949 год — 1951 год — народный следователь прокуратуры Фрунзенского района города Саратова.
1951 год — 1952 год — народный следователь прокуратуры Сталинского района города Саратова.
1952 год — 1955 год — старший следователь прокуратуры города Саратова.
1955 год — 1957 год — старший следователь прокуратуры Саратовской области.
1958 год — 1962 год — помощник Красноармейского районного прокурора, следователь прокуратуры Сталинского района города Саратова.
С 1962 года — преподаватель кафедры криминалистики Саратовского юридического института имени Д. И Курского.
1970 год — защита диссертации на соискание учёной степени кандидата юридических наук на тему «Расследование и предупреждение хищений почтовых отправлений, совершаемых работниками предприятий связи» под руководством доктора юридических наук, профессора Д. П. Рассейкина.
1974 год — утвержден в учёном звании доцента.
1992 год — ушёл на пенсию.
Умер 19 июня 2003 года в городе Саратове.

## Избранные публикации

### Авторефераты и диссертации
- Федулов В. И. Расследование и предупреждение хищений почтовых отправлений, совершаемых работниками предприятий связи. Дис. … канд. юрид. наук. — Саратов, 1970. — 278 с.
- Федулов В. И. Расследование и предупреждение хищений почтовых отправлений, совершаемых работниками предприятий связи. Автореф. дис. … канд. юрид. наук. — Саратов, 1970. — 23 с.

### Книги
- Федулов В. И. Выявление и устранение обстоятельств, способствующих хищениям в предприятиях связи. — Саратов, 1971. — 29 с. — 500 экз.

### Статьи
- Федулов В. И. Участие специалиста при расследовании преступлений // Вопросы охраны прав личности и укрепления социалистической законности. Материалы научной конференции, март 1966 г. : сборник. — Саратов, 1966. — С. 139—141.
- Федулов В. И. Пределы использования экспертом материалов уголовного дела // 50 лет Советской власти и актуальные проблемы правовой науки. Материалы к конференции по итогам научно-исследовательской работы за 1966 г. : сборник. — Саратов, 1967. — С. 184—185.
- Федулов В. И. К вопросу о возбуждении уголовных дел о хищениях на предприятиях связи // Саратовский юридический институт им. Д.И. Курского. Ученые записки. : сборник. — Саратов, 1968. — № 17. — С. 99—115.
- Федулов В. И. Об объекте и предмете посягательства при хищениях, совершаемых в предприятиях связи // Ученые записки Саратовского юридического института имени Д.И. Курского. Сборник работ соискателей и аспирантов. Вып. 19: Ч. 1 : сборник. — Саратов: СГУ, 1970. — С. 243—241.
- Федулов В. И. Особенности проведения следственного осмотра при расследовании хищений посылок или части их вложения, совершаемых в предприятиях связи // Вопросы криминалистики и судебной экспертизы. Межвузовский научный сборник. Вып. 1 : сборник. — Саратов: СГУ, 1976. — № 1. — С. 81—87.